# Rawkus
Rawkus Records ist ein New Yorker Hip-Hop-Musiklabel und wurde im Jahr 1996 von den beiden Freunden Jarret Meyer und Brian Brater gegründet. 

## Geschichte
Es wurde finanziell von James Murdoch unterstützt, dem Sohn des Medienmoguls Rupert Murdoch.
Somit waren die finanziellen Mittel für große Werbemaßnahmen da, so dass Rawkus diesbezüglich mit den großen Labels mithalten konnte. Tatsächlich war Rawkus nur in den Anfängen das unabhängige Label, für das es viele Underground-Hip-Hop-Fans jahrelang hielten, denn 1999 konnte sich Rawkus auf einen Vertriebsvertrag mit Geffen/Interscope unter der Universal Music Group einigen.
Künstler wie Mos Def, Talib Kweli, Pharoahe Monch, The High & Mighty oder Company Flow erreichten durch ihre Veröffentlichungen auf Rawkus einen hohen Bekanntheitsgrad und konnten viele Fans gewinnen, die ihnen auch später nach der Gründung ihrer eigenen Labels treu blieben. Der Erfolg von Rawkus machte die Gründung eigener Labels der Rawkus-Künstler möglich. The High & Mighty gründeten Eastern Conference Records und El-P von Company Flow konnte mit seinem Label Definitive Jux Künstlern wie Aesop Rock, MURS oder Mr. Lif ein Zuhause bieten.
Das hohe Ansehen, welches Rawkus durch ein Underground-Image und die Veröffentlichung von wegweisenden Platten genoss, wurde nach der Jahrtausendwende durch diverse Vertragsbrüche mit Künstlern und sehr lange Wartezeiten auf angekündigte Alben, die teilweise dann ganz gestrichen wurden, getrübt. Zu diesen Künstlern, die vergeblich auf die Veröffentlichung ihrer bereits beworbenen Platten warteten, gehörten u. a. The Last Emperor, Smif-N-Wessun, Shabaam Sahdeeq und Kool G Rap.
Im Januar 2004 wurde Rawkus' Vertriebsvertrag mit Geffen nicht verlängert, woraufhin das Label kurzerhand über Nacht die Türen schloss und in einer spektakulären Aktion sogar engste Mitarbeiter vor verschlossenen Türen standen, ohne Informationen über ihr Arbeitsverhältnis.
Ehemalige Künstler des Labels, wie El-P, äußerten Kritik an dem Label, da es den Betreibern immer wichtiger wurde kommerziell verwertbare Musik zu veröffentlichen anstatt Musik, die die Künstler machen wollten. Hi-Tek hingegen äußerte sich lobend und erkannte die Verdienste des Labels an. Rawkus habe sich für unabhängige und (noch) unbekannte Hip-Hop-Künstler eingesetzt, als dies niemand anderes tun wollte.
Mitte 2005 wurde bekannt, dass Rawkus einen neuen Distributionsvertrag mit RED Distribution unter Sony BMG abgeschlossen hat und ein Comeback plane. Dieses Comeback geschah im Juni 2006 durch die Veröffentlichung des Albums 5 Sparrows For 2 Cents von The Procussions.
Zwischen 1996 und 2005 verkaufte Rawkus Records über sechs Millionen Tonträger (CDs und Schallplatten). Einige davon erreichten Goldstatus in den USA.

## Künstler (Auswahl)
- Mos Def
- Big L
- Kool G Rap
- Pharoahe Monch
- Talib Kweli
- Black Star (Mos Def & Talib Kweli)
- Hi-Tek
- Reflection Eternal (Talib Kweli & Hi-Tek)
- The High & The Mighty
- Company Flow
- Panacea
- The Procussions

## Diskografie (Auswahl)
Alben
- 1997 Funcrusher Plus (Company Flow)
- 1999 Black Star (Mos Def & Talib Kweli are Black Star)
- 1999 Black on Both Sides (Mos Def)
- 1999 Internal Affairs (Pharoahe Monch)
- 1999 Little Johnny from the Hospital (Company Flow)
- 1999 Heavy Beats Volume 1 (DJ Spinna)
- 1999 Home Field Advantage (The High & Mighty)
- 1999 Porn Again (Smut Peddlers)
- 2000 Train of Thought (Talib Kweli & Hi-Tek)
- 2000 Quality Control (Jurassic 5)
- 2000 The Big Picture (Big L)
- 2001 Hi-Teknology (Hi-Tek)
- 2001 Brace 4 Impak (Da Beatminerz)
- 2002 Quality (Talib Kweli)
- 2003 Harlem's Finest - A Freestyle History (Big L)
- 2004 The Beautiful Struggle (Talib Kweli)
- 2006 Skillz (Mad Skillz)
- 2006 School Was My Hustle (Kidz in the Hall)

Kompilationen
- 1997 Soundbombing (Various)
- 1998 The Lyricist Lounge (Various)
- 1999 Soundbombing 2 (Various)
- 2000 The Lyricist Lounge 2 (Various)
- 2000 Egotrip’s The Big Playback (Various)
- 2002 Soundbombing 3 (Various)